# Österreichische Handballmeisterschaft 2017/18
Die 57. Saison der Österreichischen Handballmeisterschaft begann im August 2017. Der amtierende Meister der Saison 2016/17 ist der Alpla HC Hard.

## Handball Liga Austria
In der höchsten Spielklasse, der HLA, sind zehn Teams vertreten. Die Meisterschaft wird in mehrere Phasen gegliedert. In der Hauptrunde spielen alle Teams eine einfache Hin- und Rückrunde gegen jeden Gegner. Danach wird die Liga in zwei Gruppen geteilt.
Die ersten fünf Teams spielen in einer weiteren Hin- und Rückrunde um die Platzierung im HLA-Viertelfinale. Die letzten fünf Teams spielen um die ersten drei Plätze, welche sich ebenfalls für das Viertelfinale qualifizieren. Die Qualifizierung wird auch in einer Hin- und Rückrunde ausgetragen. Die beiden schlechtplatziertesten Teams spielen eine Best-of-three-Serie gegen den Abstieg.

### Hauptrunde HLA
|     | Verein                          | R  | S  | U | N  | Tore    | Diff. | Punkte |
| --- | ------------------------------- | -- | -- | - | -- | ------- | ----- | ------ |
| 1.  | Handballclub Fivers Margareten  | 18 | 14 | 1 | 3  | 539:496 | +43   | 29:7   |
| 2.  | Alpla HC Hard (M)               | 18 | 14 | 0 | 4  | 526:448 | +78   | 28:8   |
| 3.  | Bregenz Handball                | 18 | 11 | 2 | 5  | 502:478 | +24   | 24:12  |
| 4.  | SG Handball West Wien           | 18 | 10 | 2 | 6  | 515:490 | +25   | 22:14  |
| 5.  | Moser Medical UHK Krems         | 18 | 10 | 2 | 6  | 541:514 | +27   | 22:14  |
| 6.  | Sparkasse Schwaz Handball Tirol | 18 | 7  | 2 | 9  | 469:460 | +9    | 16:20  |
| 7.  | HC Linz AG                      | 18 | 8  | 0 | 10 | 521:524 | −3    | 16:20  |
| 8.  | SC Ferlach                      | 18 | 3  | 3 | 12 | 442:516 | −29   | 9:27   |
| 9.  | HSG Graz                        | 18 | 3  | 1 | 14 | 479:520 | −41   | 7:29   |
| 10. | HC Bruck                        | 18 | 3  | 1 | 14 | 440:528 | −88   | 7:29   |

| Legende | Legende                    |
| ------- | -------------------------- |
|         | Oberes Playoff             |
|         | Unteres Playoff            |
| (M)     | Meister der letzten Saison |

### Torschützenliste Hauptrunde
| Platzierung | Spieler            | Verein                         | Spiele | Tore | 7-Meter | Feldtore |
| ----------- | ------------------ | ------------------------------ | ------ | ---- | ------- | -------- |
| 1           | Srđan Predragović  | HC Linz AG                     | 18     | 180  | 53/66   | 127      |
| 2           | Dean Pomorisac     | SC Ferlach                     | 17     | 119  | 11/16   | 108      |
| 3           | Viggo Kristjansson | SG Handball West Wien          | 18     | 109  | 45/50   | 64       |
| 4           | Martin Breg        | HC Bruck                       | 18     | 106  | 18/30   | 88       |
| 5           | Nemanja Belos      | HSG Graz                       | 14     | 105  | 1/1     | 104      |
| 6           | Dominik Schmid     | Alpla HC Hard                  | 18     | 100  | 14/26   | 86       |
| 7           | Luka Kikanović     | Bregenz Handball               | 18     | 98   | 26/31   | 72       |
| 8           | Fabian Posch       | UHK Krems                      | 18     | 96   | 0/0     | 96       |
| 8           | Vytautas Žiūra     | Handballclub Fivers Margareten | 18     | 96   | 29/37   | 67       |
| 10          | Sebastian Frimmel  | SG Handball West Wien          | 18     | 94   | 9/14    | 85       |

## Platzierungsrunde
Die ersten fünf Teams der Hauptrunde spielten in einer weiteren Hin- und Rückrunde um die Wahlreihenfolge für das HLA-Viertelfinale. Die letzten fünf Teams spielten um die ersten drei Plätze, welche sich ebenfalls für das Viertelfinale qualifizierten. Die Qualifizierung wird auch in einer Hin- und Rückrunde ausgespielt. Die beiden schlechtplatziertesten Teams spielen eine Best of three Serie gegen den Abstieg. Jede Mannschaft startete in die Platzierungsrunde mit den halbierten Punkten der Hauptrunde, bei ungeraden Zahlen wird aufgerundet.

### Oberes Playoff
|    | Verein                         | R | S | U | N | Tore    | Diff. | Punkte |
| -- | ------------------------------ | - | - | - | - | ------- | ----- | ------ |
| 1. | Alpla HC Hard (M)              | 8 | 7 | 1 | 0 | 229:199 | +30   | 29:1   |
| 2. | Handballclub Fivers Margareten | 8 | 4 | 0 | 4 | 222:223 | −1    | 23:8   |
| 3. | Moser Medical UHK Krems        | 8 | 4 | 0 | 4 | 236:243 | −7    | 19:8   |
| 4. | SG Handball West Wien          | 8 | 2 | 1 | 5 | 219:217 | +2    | 16:11  |
| 5. | Bregenz Handball               | 8 | 2 | 0 | 6 | 203:227 | −24   | 16:12  |

### Unteres Playoff
|    | Verein                          | R | S | U | N | Tore    | Diff. | Punkte |
| -- | ------------------------------- | - | - | - | - | ------- | ----- | ------ |
| 1. | HC Linz AG                      | 8 | 5 | 0 | 3 | 239:234 | +5    | 18:6   |
| 2. | SC Ferlach                      | 8 | 6 | 0 | 2 | 219:209 | +10   | 17:4   |
| 3. | Sparkasse Schwaz Handball Tirol | 8 | 4 | 0 | 4 | 206:205 | +1    | 16:8   |
| 4. | HSG Graz                        | 8 | 4 | 0 | 4 | 226:220 | +6    | 12:8   |
| 5. | HC Bruck                        | 8 | 1 | 0 | 7 | 204:226 | −22   | 6:14   |

| Legende | Legende         |
| ------- | --------------- |
|         | Viertel Finale  |
|         | Abstiegs-Spiele |

## HLA Abstiegs-Spiele (Best of three)
Der Letzte und Vorletzte des unteren Playoffs spielen in drei Finalspielen den Abstieg in die Handball Bundesliga Austria aus.
| Datum                   | Team             | Ergebnis          | Team                                                  |
| ----------------------- | ---------------- | ----------------- | ----------------------------------------------------- |
| 28. April               | HSG Graz 7 Belos | 31 : 25 (17 : 11) | HC Bruck 8 Breg                                       |
| 5. Mai                  | HC Bruck 9 Breg  | 28 : 24 (13 : 11) | HSG Graz 4 Ivanjko, Borovnik, Gesslbauer, Pusterhofer |
| 12. Mai                 | HSG Graz 5 Belos | 24 : 23 (14: 12)  | HC Bruck 9 Breg                                       |
| Stand in der Serie: 2:1 |                  |                   |                                                       |

## Finalserie

### Finalserie-Baum
| Viertelfinale | Viertelfinale    | Viertelfinale         |      |                       | Halbfinale | Halbfinale | Halbfinale |  |  | Finale | Finale | Finale |
|               |                  |                       |      |                       |            |            |            |  |  |        |        |        |
| OPL1          | Alpla HC Hard    | 2                     |      |                       |            |            |            |  |  |        |        |        |
| UPL2          | SC Ferlach       | 0                     |      |                       |            |            |            |  |  |        |        |        |
| UPL2          | SC Ferlach       | 0                     | OPL1 | Alpla HC Hard         | 2          |            |            |  |  |        |        |        |
|               |                  |                       | OPL1 | Alpla HC Hard         | 2          |            |            |  |  |        |        |        |
|               | OPL4             | SG Handball West Wien | 1    |                       |            |            |            |  |  |        |        |        |
| OPL4          | OPL4             | SG Handball West Wien | 1    | SG Handball West Wien | 2          |            |            |  |  |        |        |        |
| OPL4          |                  |                       |      | SG Handball West Wien | 2          |            |            |  |  |        |        |        |
| OPL5          | Bregenz Handball | 0                     |      |                       |            |            |            |  |  |        |        |        |
| OPL5          | Bregenz Handball | 0                     | OPL1 | Alpla HC Hard         | 1          |            |            |  |  |        |        |        |
|               |                  |                       |      | Alpla HC Hard         | 1          |            |            |  |  |        |        |        |
|               | OPL2             | Fivers Margareten     | 3    |                       |            |            |            |  |  |        |        |        |
| OPL2          | OPL2             | Fivers Margareten     | 3    | Fivers Margareten     | 2          |            |            |  |  |        |        |        |
| OPL2          |                  |                       |      | Fivers Margareten     | 2          |            |            |  |  |        |        |        |
| UPL1          | HC Linz AG       | 0                     |      |                       |            |            |            |  |  |        |        |        |
| UPL1          | HC Linz AG       | 0                     | OPL2 | Fivers Margareten     | 2          |            |            |  |  |        |        |        |
|               |                  |                       | OPL2 | Fivers Margareten     | 2          |            |            |  |  |        |        |        |
|               | OPL3             | UHK Krems             | 1    |                       |            |            |            |  |  |        |        |        |
| OPL3          | OPL3             | UHK Krems             | 1    | UHK Krems             | 2          |            |            |  |  |        |        |        |
| OPL3          |                  |                       |      | UHK Krems             | 2          |            |            |  |  |        |        |        |
| UPL3          | Handball Tirol   | 1                     |      |                       |            |            |            |  |  |        |        |        |

### HLA Viertelfinale
Für das Viertelfinale sind alle Teilnehmer des oberen- und die ersten Drei des unteren Playoffs qualifiziert. Wobei die Top Vier des oberen Playoffs ihrer Platzierung nach Gegner auswählen dürfen. Gespielt wird alles in Best of three Serien, die Sieger des Viertelfinales ziehen in das Halbfinale ein.
| Alpla HC Hard (OPL1) – SC Ferlach (UPL2) | Alpla HC Hard (OPL1) – SC Ferlach (UPL2) | Alpla HC Hard (OPL1) – SC Ferlach (UPL2) | Alpla HC Hard (OPL1) – SC Ferlach (UPL2) |
| ---------------------------------------- | ---------------------------------------- | ---------------------------------------- | ---------------------------------------- |
| 27. April                                | Alpla HC Hard 8 Surać                    | 34 : 17 ( 16 : 10 )                      | SC Ferlach 6 Pomorisac, Semikov          |
| 1. Mai                                   | SC Ferlach 9 Semikov                     | 22 : 30 ( 10 : 16 )                      | Alpla HC Hard 7 Herburger                |
| Endstand in der Serie: 2:0               |                                          |                                          |                                          |

| Handballclub Fivers Margareten (OPL2) – HC Linz AG (UPL1) | Handballclub Fivers Margareten (OPL2) – HC Linz AG (UPL1) | Handballclub Fivers Margareten (OPL2) – HC Linz AG (UPL1) | Handballclub Fivers Margareten (OPL2) – HC Linz AG (UPL1) |
| --------------------------------------------------------- | --------------------------------------------------------- | --------------------------------------------------------- | --------------------------------------------------------- |
| 27. April                                                 | Handballclub Fivers Margareten 5 Schweiger                | 35 : 24 ( 17 : 10 )                                       | HC Linz AG 8 Predragović                                  |
| 1. Mai                                                    | HC Linz AG 8 Ascherbauer, Bajgoric                        | 29 : 33 ( 15 : 17 )                                       | Handballclub Fivers Margareten 7 Martinović               |
| Endstand in der Serie: 2:0                                |                                                           |                                                           |                                                           |

| UHK Krems (OPL3) – Handball Tirol (UPL3) | UHK Krems (OPL3) – Handball Tirol (UPL3) | UHK Krems (OPL3) – Handball Tirol (UPL3) | UHK Krems (OPL3) – Handball Tirol (UPL3)             |
| ---------------------------------------- | ---------------------------------------- | ---------------------------------------- | ---------------------------------------------------- |
| 27. April                                | UHK Krems 7 Feichtinger                  | 28 : 25 ( 18 : 12 )                      | Handball Tirol 5 Wanitschek, Helt Jepsen, Prakapenja |
| 1. Mai                                   | Handball Tirol 7 Prakapenja              | 28 : 27 ( 15 : 13 )                      | UHK Krems 6 Jochmann, Posch, Prokop,                 |
| 5. Mai                                   | UHK Krems 7 Jochmann                     | 31 : 29 ( 16 : 18 )                      | Handball Tirol 8 Prakapenja                          |
| Endstand in der Serie: 2:1               |                                          |                                          |                                                      |

| SG Handball West Wien (OPL4) – Bregenz Handball (OPL5) | SG Handball West Wien (OPL4) – Bregenz Handball (OPL5) | SG Handball West Wien (OPL4) – Bregenz Handball (OPL5) | SG Handball West Wien (OPL4) – Bregenz Handball (OPL5) |
| ------------------------------------------------------ | ------------------------------------------------------ | ------------------------------------------------------ | ------------------------------------------------------ |
| 27. April                                              | SG Handball West Wien 5 Jelinek                        | 27 : 22 ( 15 : 8 )                                     | Bregenz Handball 6 Kikanović                           |
| 1. Mai                                                 | Bregenz Handball 5 Ešegović                            | 23 : 25 ( 10 : 11 )                                    | SG Handball West Wien 7 Führer, Frimmel                |
| Endstand in der Serie: 2:0                             |                                                        |                                                        |                                                        |

### HLA Halbfinale
Für das Halbfinale sind die Sieger des Viertelfinales qualifiziert. Die Sieger des Halbfinales ziehen in das Finale der Handball Liga Austria ein.
| Alpla HC Hard (OPL1) – SG Handball West Wien (OPL4) | Alpla HC Hard (OPL1) – SG Handball West Wien (OPL4) | Alpla HC Hard (OPL1) – SG Handball West Wien (OPL4) | Alpla HC Hard (OPL1) – SG Handball West Wien (OPL4) |
| --------------------------------------------------- | --------------------------------------------------- | --------------------------------------------------- | --------------------------------------------------- |
| 9. Mai                                              | Alpla HC Hard 6 Schmid                              | 25 : 26 ( 11 : 10 )                                 | SG Handball West Wien 6 Frimmel, Kristjansson       |
| 13. Mai                                             | SG Handball West Wien 5 Jelinek                     | 24 : 29 ( 11 : 12 )                                 | Alpla HC Hard 5 Schmid, Tanasković                  |
| 15. Mai                                             | Alpla HC Hard 7 Zivkovic                            | 28 : 27 ( 13, 24 : 10, 24 )                         | SG Handball West Wien 6 Jelinek                     |
| Endstand in der Serie: 2:1                          |                                                     |                                                     |                                                     |

| Handballclub Fivers Margareten (OPL2) – UHK Krems (OPL3) | Handballclub Fivers Margareten (OPL2) – UHK Krems (OPL3) | Handballclub Fivers Margareten (OPL2) – UHK Krems (OPL3) | Handballclub Fivers Margareten (OPL2) – UHK Krems (OPL3) |
| -------------------------------------------------------- | -------------------------------------------------------- | -------------------------------------------------------- | -------------------------------------------------------- |
| 9. Mai                                                   | Handballclub Fivers Margareten 7 Žiūra                   | 35 : 30 ( 20 : 14 )                                      | UHK Krems 9 Feichtinger                                  |
| 12. Mai                                                  | UHK Krems 8 Feichtinger                                  | 30 : 23 ( 15 : 8 )                                       | Handballclub Fivers Margareten 4 Martinović I., Kolar    |
| 15. Mai                                                  | Handballclub Fivers Margareten 6 Martinović I.           | 28 : 27 ( 11 : 15 )                                      | UHK Krems 7 Jochmann, Hajdu                              |
| Endstand in der Serie: 2:1                               |                                                          |                                                          |                                                          |

### HLA Finale (Best of five)
| Finale: Alpla HC Hard (OPL1) – Handballclub Fivers Margareten (OPL2) | Finale: Alpla HC Hard (OPL1) – Handballclub Fivers Margareten (OPL2) | Finale: Alpla HC Hard (OPL1) – Handballclub Fivers Margareten (OPL2) | Finale: Alpla HC Hard (OPL1) – Handballclub Fivers Margareten (OPL2) |
| -------------------------------------------------------------------- | -------------------------------------------------------------------- | -------------------------------------------------------------------- | -------------------------------------------------------------------- |
| 18. Mai                                                              | Alpla HC Hard 8 Zeiner                                               | 30: 26 ( 12 : 11 )                                                   | Handballclub Fivers Margareten 12 I. Martinović                      |
| 23. Mai                                                              | Handballclub Fivers Margareten 5 Schweiger, Kolar                    | 31 : 23 ( 14 : 12 )                                                  | Alpla HC Hard 5 Surać                                                |
| 26. Mai                                                              | Alpla HC Hard 5 Tanasković                                           | 23 : 30 ( 9 : 16 )                                                   | Handballclub Fivers Margareten 9 Žiūra                               |
| 29. Mai                                                              | Handballclub Fivers Margareten 7 I. Martinović                       | 26 : 24 ( 13 : 10 )                                                  | Alpla HC Hard 6 Raschle                                              |
| Endstand in der Serie: 1:3                                           |                                                                      |                                                                      |                                                                      |

## All-Star-Team
Nach dem Ende der Saison wurden nachfolgende Spieler für ihre Leistungen ausgezeichnet und in das All-Star-Team gewählt.
|                                                      |  |                                                      |  |                                                                 |  |                                                |  |                                            |
| Linksaußen Sebastian Frimmel (SG Handball West Wien) |  |                                                      |  | Kreisspieler Fabian Posch (UHK Krems)                           |  |                                                |  | Rechtsaußen Michael Knauth (Alpla HC Hard) |
|                                                      |  | Rückraum links Dominik Schmid (Alpla HC Hard)        |  |                                                                 |  | Rückraum rechts Srđan Predragović (HC Linz AG) |  |                                            |
|                                                      |  |                                                      |  | Rückraum Mitte Ólafur Bjarki Ragnarsson (SG Handball West Wien) |  |                                                |  |                                            |
|                                                      |  |                                                      |  |                                                                 |  |                                                |  |                                            |
|                                                      |  |                                                      |  | Torwart Golub Doknić (Alpla HC Hard)                            |  |                                                |  |                                            |
|                                                      |  |                                                      |  |                                                                 |  |                                                |  |                                            |
|                                                      |  | Handballer des Jahres Dominik Schmid (Alpla HC Hard) |  |                                                                 |  |                                                |  |                                            |